# آيت علي (آيت كراط مجاط)
آيت علي هو دُوَّار يقع بجماعة سيدي سليمان مول الكيفان، عمالة مكناس، جهة فاس مكناس في المملكة المغربية. ينتمي الدوّار لمشيخة آيت كراط مجاط التي تضم 12 دوار. يقدر عدد سكانه بـ 55 نسمة حسب الإحصاء الرسمي للسكان والسكنى لسنة 2004.

## وصلات خارجية
- البوابة الوطنية للجماعات الترابية
- المندوبية السامية للتخطيط